# Sven-Olof Olson
Sven Olof (Sven-Olof) Olson, född 26 november 1926 i Oskarshamns församling i Kalmar län, död 20 april 2021 i Sollentuna distrikt i Stockholms län, var en svensk officer i flygvapnet (generallöjtnant). Olson var chef för flygvapnet 1982–1988.

## Biografi
Sven-Olof Olson avlade studentexamen i Kalmar 1945. Han avlade officersexamen vid Kungliga Flygkadettskolan 1948 och utnämndes samma år till fänrik vid Västmanlands flygflottilj. Som jaktförare vid denna nattjaktflottilj flög han bland annat J 30 och J 33. Han erhöll 1950 Stockholms-Tidningens guldmedalj "För svensk flygargärning" efter en nödlandning med en Mosquito under extremt besvärliga förhållanden. Detta bidrog till att förklara tidigare haverier och förhindra nya.[källa behövs] Olson befordrades till löjtnant 1950, gick Allmänna kursen vid Flygkrigshögskolan 1953–1954, gick Tekniska kursen där 1956–1957, befordrades till kapten 1957 och befordrades till major 1960. Han var detaljchef för stridsledningssystem vid Planeringsavdelningen i Flygstaben 1957–1962 och som sådan ansvarig för den operativa planläggningen och uppbyggnaden av STRIL 60 1958–1962. och befordrades 1960 till major. Hans arbete med utarbetandet av det delvis databaserade och då mycket moderna svenska stridslednings- och luftbevakningssystemet STRIL 60 har gjort att han ibland har kallats för Stril-Olle.[källa behövs] Åren 1962–1963 var han flygchef vid Västmanlands flygflottilj. Han befordrades 1963 till överstelöjtnant och var chef för Planeringsavdelningen vid Försvarsstaben 1963–1967. Åren 1965–1967 var han expert i 1965 års försvarsutredning.
År 1967 befordrades Olson till överste, varefter han var chef för Flygvapnets krigsskola 1967–1971 och chef för Upplands flygflottilj 1971–1973. År 1973 befordrades han till generalmajor, varpå han var souschef vid Försvarsstaben 1973–1977 och chef för Första flygeskadern 1977–1980. Han befordrades 1980 till generallöjtnant och var militärbefälhavare i Södra militärområdet 1980–1982, varpå han var flygvapenchef från och med den 1 oktober 1982 till och med den 30 september 1988.
Efter sin pensionering var Olson verkställande direktör för AB Afoma och ledamot av styrelsen för Catella Generics AB samt Senior Advisor för Volvo Lastvagnar och Saab Nyge Aero AB.
Sven-Olof Olson invaldes 1968 som ledamot av Kungliga Krigsvetenskapsakademien och var dess styresman 1988–1991. Han utsågs 2011 till hedersledamot.
Sven-Olof Olson var son till möbelhandlaren Axel Olson och Ellen Ingvarsson. Han gifte sig 1950 med danspedagogen Yvonne Jahn (född 1931). Sven-Olof Olson är begravd på Östra kyrkogården i Västerås.

## Utmärkelser

### Svenska
- Riddare av första klassen av Svärdsorden, 1964.[11]
- Kommendör av Svärdsorden, 18 november 1971.[12]
- Kommendör av första klass av Svärdsorden, 6 juni 1974.[13]
- Flygvapenföreningarnas riksförbunds förtjänstmedalj i guld (FVRFGM), januari 1987.[14]
- Flygvapenfrivilligas riksförbunds hederssköld, januari 1987.[14]
- Sveriges militära idrottsförbund förtjänstmedalj i guld (Kungamedaljen), 1989.[15]
- Stockholms-Tidningens guldmedalj "För svensk flygargärning", 1950.[3]

### Utländska
- Storkorset av Finlands Lejons orden, 7 april 1987.[16]